# Шаги
Ша́ги (словац. Šahy, нем. Eipelschlag, венг. Ipolyság) — город в южной Словакии (историческая область Хонт) на реке Ипель у границы с Венгрией. Население — около 7,3 тысяч человек.

## История
Шаги впервые упоминаются в 1245 году в письме Белы IV под именем Saag, где был монастырь премонстрантов.
В 1526 году, после поражения в Мохаче, границы Османской империи продвинулись далеко на север, к Шагам. Поэтому в XVI веке в Шагах строится крепость.
В 1550 Шаги отразили первую турецкую атаку, но в 1552 году Али-паша берёт крепость штурмом. Турки держали город в своих руках до 1595 года. Вторично Шаги были захвачены в 1663 году и были в составе Османской империи до 1685 года. Турки назвали город Шефради. В этот период Шефради был центром санджака, а затем — эйалета Уйвар.
В 1750 в Шагах основывается почтовая станция.
В 1805 году в Шагах останавливалась отступающая армия Кутузова.
В 1806 году город становится центром жупы.
В 1849 здесь вспыхнули бои между восставшими венграми и австрийской армией (см. Революция 1848—1849 годов).
В 1906 году город был соединён железной дорогой с Будапештом.
В 1919 году здесь были бои чехословацкой армии с венгерской.
В 1938 году, перед началом Второй мировой войны, Шаги были оккупированы Венгрией (см. Мюнхенский сговор и Первый Венский арбитраж).
13.12.1944 года город заняла Красная Армия.

## Население
| Год:                | 1994 | 2004    | 2014    | 2024    |
| ------------------- | ---- | ------- | ------- | ------- |
| Количество человек: | 8526 | 7971    | 7516    | 6919    |
| Разница:            |      | −6,50 % | −5,70 % | −7,94 % |

## Достопримечательности
- Приходской костёл
- Синагога
- Ратуша